# Paludomus ajanensis
Paludomus ajanensis é uma espécie de gastrópode  da família Thiaridae.
É endémica de Seicheles.
Os seus habitats naturais são: rios.
Está ameaçada por perda de habitat.